# Stadium de Toulouse
El Stade de Toulouse es un estadio de fútbol situado en la ciudad de Toulouse, en la región del Mediodía-Pirineos en Francia. Sirve de sede habitual al Toulouse Football Club de la Ligue 1, mientras que el Stade Toulousain del Top 14 de rugby juega allí algunos de sus partidos destacados. Su dirección es 1, Allée Gabriel-Biènes, 31400 Toulouse.

## Historia

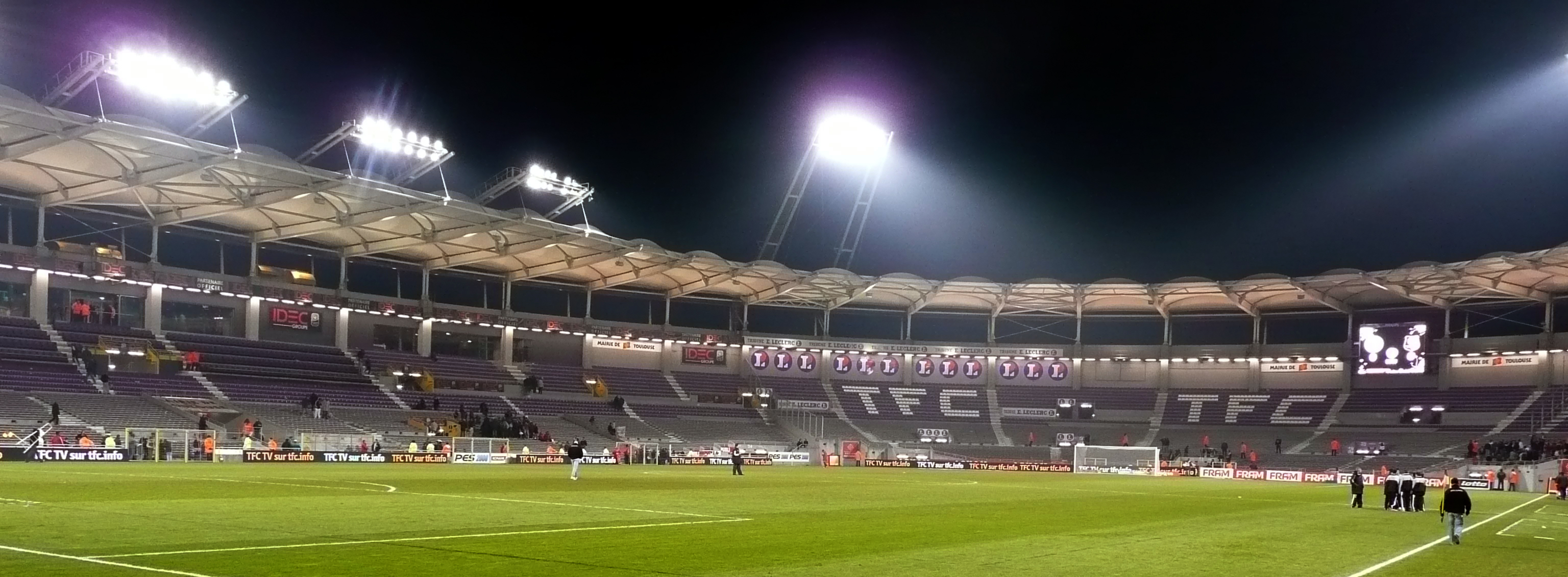
Panorámica del estadio.

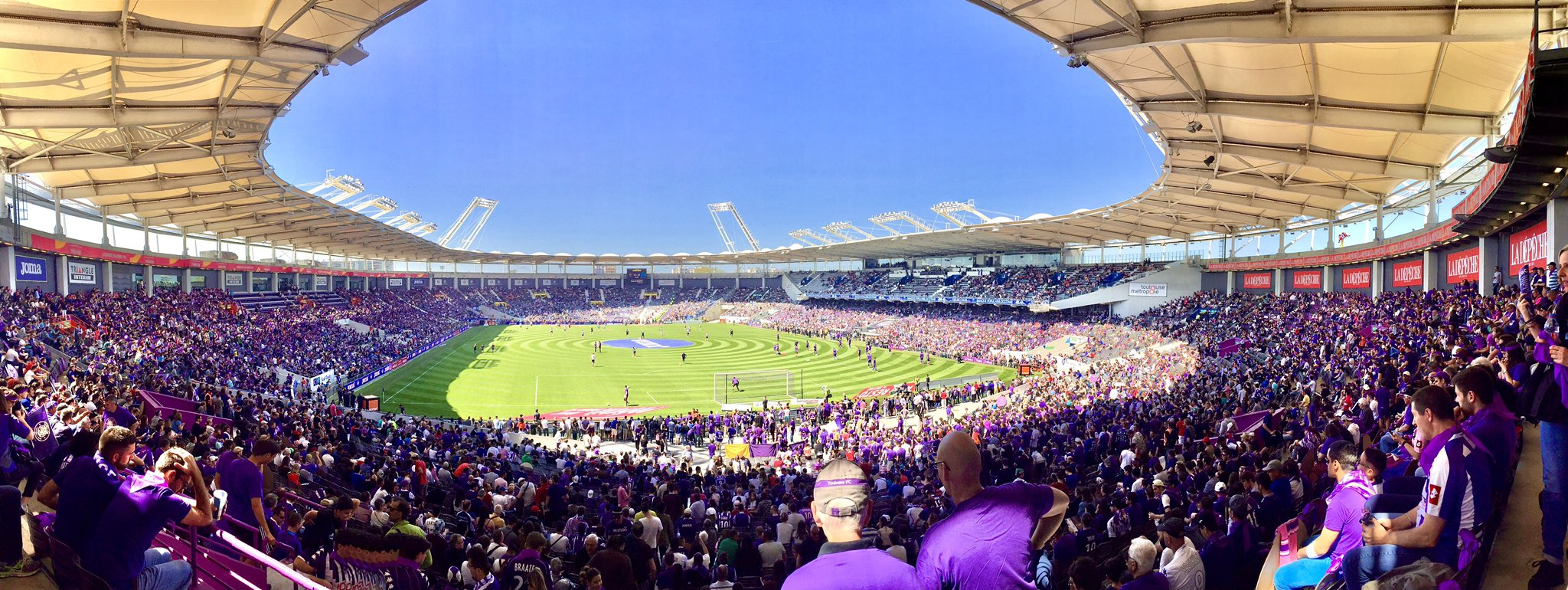
Vista general.

El estadio fue inaugurado en 1937 bajo el nombre de Stade Chapou para la Copa Mundial de la FIFA de 1938 y ha sido objeto de dos renovaciones extensas, en 1949 y 1997.
El recinto ha albergado importantes eventos deportivos como la Copa Mundial de Fútbol de 1938, la Copa Mundial de Fútbol de 1998, la Copa Mundial de Rugby de 2007 y la Eurocopa 2016.
Destaca la presentación en este estadio de Michael Jackson durante su gira Dangerous World Tour ante 40 000 personas el 16 de septiembre de 1992.

## Eventos disputados

### Copa Mundial de Fútbol de 1938
- El estadio albergó solo dos partidos de la Copa Mundial de Fútbol de 1938.
| Fecha              | Selección #1 | Resultado      | Selección #2 | Ronda        | Espectadores |
| ------------------ | ------------ | -------------- | ------------ | ------------ | ------------ |
| 5 de junio de 1938 | Cuba         | 3 - 3          | Rumania      | Primera fase | 7000         |
| 9 de junio de 1938 | Cuba         | 2 - 1 (replay) | Rumania      | Primera fase | 8000         |

### Copa Mundial de Fútbol de 1998
- El estadio albergó seis partidos de la Copa Mundial de Fútbol de 1998.
| Fecha               | Selección #1 | Resultado | Selección #2  | Ronda                 | Espectadores |
| ------------------- | ------------ | --------- | ------------- | --------------------- | ------------ |
| 11 de junio de 1998 | Camerún      | 1 - 1     | Austria       | Primera fase, Grupo B | 33 460       |
| 14 de junio de 1998 | Argentina    | 1 - 0     | Japón         | Primera fase, Grupo H | 33 400       |
| 18 de junio de 1998 | Sudáfrica    | 1 - 1     | Dinamarca     | Primera fase, Grupo C | 33 300       |
| 22 de junio de 1998 | Rumania      | 2 - 1     | Inglaterra    | Primera fase, Grupo G | 33 500       |
| 24 de junio de 1998 | Nigeria      | 1 - 3     | Paraguay      | Primera fase, Grupo D | 33 500       |
| 29 de junio de 1998 | Países Bajos | 2 - 1     | RF Yugoslavia | Octavos de final      | 33 500       |

### Mundial de Rugby 2007
- En el estadio se disputaron cuatro encuentros de la Copa Mundial de Rugby de 2007.
| Fecha                    | Selección #1  | Resultado | Selección #2 | Ronda                 | Espectadores |
| ------------------------ | ------------- | --------- | ------------ | --------------------- | ------------ |
| 12 de septiembre de 2007 | Japón         | 31 - 35   | Fiyi         | Primera fase, Grupo B | 34 500       |
| 16 de septiembre de 2007 | Francia       | 87 - 10   | Namibia      | Primera fase, Grupo D | 35 339       |
| 25 de septiembre de 2007 | Rumania       | 14 - 10   | Portugal     | Primera fase, Grupo C | 35 526       |
| 29 de septiembre de 2007 | Nueva Zelanda | 85 - 8    | Rumania      | Primera fase, Grupo C | 35 608       |

### Eurocopa 2016
- El estadio albergó cuatro partidos de la Eurocopa 2016.
| Fecha               | Selección #1 | Resultado | Selección #2    | Ronda                 | Espectadores |
| ------------------- | ------------ | --------- | --------------- | --------------------- | ------------ |
| 13 de junio de 2016 | España       | 1 - 0     | República Checa | Primera fase, Grupo D | 29 400       |
| 17 de junio de 2016 | Italia       | 1 - 0     | Suecia          | Primera fase, Grupo E | 29 600       |
| 20 de junio de 2016 | Rusia        | 0 - 3     | Gales           | Primera fase, Grupo B | 28 840       |
| 26 de junio de 2016 | Hungría      | 0 - 4     | Bélgica         | Octavos de final      | 28 921       |